# Llista d'asteroides/189801-189900
| Nom      | Designació provisional | Data de descobriment   | Lloc de descobriment | Descobridor/s               |
| -------- | ---------------------- | ---------------------- | -------------------- | --------------------------- |
| 189801 - | 2002 JT45              | 9 de maig de 2002      | Socorro              | LINEAR                      |
| 189802 - | 2002 JH81              | 11 de maig de 2002     | Socorro              | LINEAR                      |
| 189803 - | 2002 JW87              | 11 de maig de 2002     | Socorro              | LINEAR                      |
| 189804 - | 2002 JH101             | 7 de maig de 2002      | Socorro              | LINEAR                      |
| 189805 - | 2002 JU114             | 13 de maig de 2002     | Socorro              | LINEAR                      |
| 189806 - | 2002 JX148             | 9 de maig de 2002      | Palomar              | NEAT                        |
| 189807 - | 2002 KR12              | 17 de maig de 2002     | Kitt Peak            | Spacewatch                  |
| 189808 - | 2002 KU14              | 30 de maig de 2002     | Palomar              | NEAT                        |
| 189809 - | 2002 LO19              | 6 de juny de 2002      | Socorro              | LINEAR                      |
| 189810 - | 2002 LJ32              | 9 de juny de 2002      | Palomar              | NEAT                        |
| 189811 - | 2002 LB53              | 8 de juny de 2002      | Socorro              | LINEAR                      |
| 189812 - | 2002 NQ4               | 9 de juliol de 2002    | Campo Imperatore     | CINEOS                      |
| 189813 - | 2002 NB12              | 4 de juliol de 2002    | Palomar              | NEAT                        |
| 189814 - | 2002 NU22              | 9 de juliol de 2002    | Socorro              | LINEAR                      |
| 189815 - | 2002 NK28              | 12 de juliol de 2002   | Palomar              | NEAT                        |
| 189816 - | 2002 NT28              | 13 de juliol de 2002   | Haleakala            | NEAT                        |
| 189817 - | 2002 NW30              | 8 de juliol de 2002    | Palomar              | NEAT                        |
| 189818 - | 2002 NL33              | 13 de juliol de 2002   | Socorro              | LINEAR                      |
| 189819 - | 2002 NC60              | 14 de juliol de 2002   | Palomar              | NEAT                        |
| 189820 - | 2002 OG7               | 20 de juliol de 2002   | Palomar              | NEAT                        |
| 189821 - | 2002 OC18              | 18 de juliol de 2002   | Socorro              | LINEAR                      |
| 189822 - | 2002 PR57              | 9 d'agost de 2002      | Socorro              | LINEAR                      |
| 189823 - | 2002 PU76              | 11 d'agost de 2002     | Palomar              | NEAT                        |
| 189824 - | 2002 PE99              | 14 d'agost de 2002     | Socorro              | LINEAR                      |
| 189825 - | 2002 QC16              | 26 d'agost de 2002     | Palomar              | NEAT                        |
| 189826 - | 2002 RN177             | 13 de setembre de 2002 | Palomar              | NEAT                        |
| 189827 - | 2002 TE53              | 2 d'octubre de 2002    | Socorro              | LINEAR                      |
| 189828 - | 2002 TD266             | 10 d'octubre de 2002   | Socorro              | LINEAR                      |
| 189829 - | 2002 VQ6               | 5 de novembre de 2002  | Socorro              | LINEAR                      |
| 189830 - | 2002 VL14              | 5 de novembre de 2002  | Palomar              | NEAT                        |
| 189831 - | 2002 VW94              | 13 de novembre de 2002 | Socorro              | LINEAR                      |
| 189832 - | 2002 XL25              | 5 de desembre de 2002  | Socorro              | LINEAR                      |
| 189833 - | 2002 XD106             | 5 de desembre de 2002  | Socorro              | LINEAR                      |
| 189834 - | 2002 YL22              | 31 de desembre de 2002 | Socorro              | LINEAR                      |
| 189835 - | 2002 YJ27              | 31 de desembre de 2002 | Socorro              | LINEAR                      |
| 189836 - | 2003 AN29              | 4 de gener de 2003     | Socorro              | LINEAR                      |
| 189837 - | 2003 AU51              | 5 de gener de 2003     | Socorro              | LINEAR                      |
| 189838 - | 2003 AM79              | 11 de gener de 2003    | Kitt Peak            | Spacewatch                  |
| 189839 - | 2003 AQ83              | 4 de gener de 2003     | Kitt Peak            | Deep Lens Survey            |
| 189840 - | 2003 BC9               | 26 de gener de 2003    | Anderson Mesa        | LONEOS                      |
| 189841 - | 2003 BS14              | 26 de gener de 2003    | Haleakala            | NEAT                        |
| 189842 - | 2003 BA52              | 27 de gener de 2003    | Socorro              | LINEAR                      |
| 189843 - | 2003 BK65              | 30 de gener de 2003    | Anderson Mesa        | LONEOS                      |
| 189844 - | 2003 DO7               | 22 de febrer de 2003   | Palomar              | NEAT                        |
| 189845 - | 2003 EA12              | 6 de març de 2003      | Socorro              | LINEAR                      |
| 189846 - | 2003 ES30              | 6 de març de 2003      | Palomar              | NEAT                        |
| 189847 - | 2003 EW34              | 7 de març de 2003      | Socorro              | LINEAR                      |
| 189848 - | 2003 FF2               | 23 de març de 2003     | Mallorca             | Mallorca                    |
| 189849 - | 2003 FX3               | 25 de març de 2003     | Palomar              | NEAT                        |
| 189850 - | 2003 FE68              | 26 de març de 2003     | Palomar              | NEAT                        |
| 189851 - | 2003 FT74              | 26 de març de 2003     | Palomar              | NEAT                        |
| 189852 - | 2003 FB81              | 27 de març de 2003     | Kitt Peak            | Spacewatch                  |
| 189853 - | 2003 FF102             | 31 de març de 2003     | Socorro              | LINEAR                      |
| 189854 - | 2003 FR105             | 26 de març de 2003     | Palomar              | NEAT                        |
| 189855 - | 2003 GQ9               | 2 d'abril de 2003      | Socorro              | LINEAR                      |
| 189856 - | 2003 GV35              | 5 d'abril de 2003      | Anderson Mesa        | LONEOS                      |
| 189857 - | 2003 GV55              | 4 d'abril de 2003      | Kvistaberg           | Uppsala-DLR Asteroid Survey |
| 189858 - | 2003 HX1               | 23 d'abril de 2003     | Reedy Creek          | J. Broughton                |
| 189859 - | 2003 HB17              | 24 d'abril de 2003     | Anderson Mesa        | LONEOS                      |
| 189860 - | 2003 HF27              | 27 d'abril de 2003     | Anderson Mesa        | LONEOS                      |
| 189861 - | 2003 HW34              | 26 d'abril de 2003     | Kitt Peak            | Spacewatch                  |
| 189862 - | 2003 HB38              | 28 d'abril de 2003     | Kitt Peak            | Spacewatch                  |
| 189863 - | 2003 HC52              | 30 d'abril de 2003     | Kitt Peak            | Spacewatch                  |
| 189864 - | 2003 JO9               | 2 de maig de 2003      | Socorro              | LINEAR                      |
| 189865 - | 2003 NC                | 1 de juliol de 2003    | Socorro              | LINEAR                      |
| 189866 - | 2003 PK1               | 1 d'agost de 2003      | Haleakala            | NEAT                        |
| 189867 - | 2003 QV2               | 19 d'agost de 2003     | Campo Imperatore     | CINEOS                      |
| 189868 - | 2003 QW3               | 18 d'agost de 2003     | Haleakala            | NEAT                        |
| 189869 - | 2003 QO15              | 20 d'agost de 2003     | Palomar              | NEAT                        |
| 189870 - | 2003 QO21              | 22 d'agost de 2003     | Palomar              | NEAT                        |
| 189871 - | 2003 QV22              | 20 d'agost de 2003     | Palomar              | NEAT                        |
| 189872 - | 2003 QY22              | 20 d'agost de 2003     | Palomar              | NEAT                        |
| 189873 - | 2003 QO31              | 21 d'agost de 2003     | Palomar              | NEAT                        |
| 189874 - | 2003 QY47              | 20 d'agost de 2003     | Palomar              | NEAT                        |
| 189875 - | 2003 QT60              | 23 d'agost de 2003     | Socorro              | LINEAR                      |
| 189876 - | 2003 QE64              | 23 d'agost de 2003     | Socorro              | LINEAR                      |
| 189877 - | 2003 QR94              | 28 d'agost de 2003     | Haleakala            | NEAT                        |
| 189878 - | 2003 QV95              | 30 d'agost de 2003     | Haleakala            | NEAT                        |
| 189879 - | 2003 RT                | 2 de setembre de 2003  | Socorro              | LINEAR                      |
| 189880 - | 2003 RV4               | 3 de setembre de 2003  | Haleakala            | NEAT                        |
| 189881 - | 2003 RG11              | 13 de setembre de 2003 | Haleakala            | NEAT                        |
| 189882 - | 2003 RZ12              | 14 de setembre de 2003 | Haleakala            | NEAT                        |
| 189883 - | 2003 RV13              | 15 de setembre de 2003 | Haleakala            | NEAT                        |
| 189884 - | 2003 RF16              | 15 de setembre de 2003 | Haleakala            | NEAT                        |
| 189885 - | 2003 RO17              | 15 de setembre de 2003 | Palomar              | NEAT                        |
| 189886 - | 2003 RY17              | 15 de setembre de 2003 | Palomar              | NEAT                        |
| 189887 - | 2003 RF22              | 14 de setembre de 2003 | Haleakala            | NEAT                        |
| 189888 - | 2003 SQ17              | 17 de setembre de 2003 | Kvistaberg           | Uppsala-DLR Asteroid Survey |
| 189889 - | 2003 SF25              | 17 de setembre de 2003 | Haleakala            | NEAT                        |
| 189890 - | 2003 SY25              | 17 de setembre de 2003 | Haleakala            | NEAT                        |
| 189891 - | 2003 SR28              | 18 de setembre de 2003 | Palomar              | NEAT                        |
| 189892 - | 2003 SZ29              | 18 de setembre de 2003 | Palomar              | NEAT                        |
| 189893 - | 2003 SZ35              | 18 de setembre de 2003 | Socorro              | LINEAR                      |
| 189894 - | 2003 SX38              | 16 de setembre de 2003 | Palomar              | NEAT                        |
| 189895 - | 2003 SD40              | 16 de setembre de 2003 | Palomar              | NEAT                        |
| 189896 - | 2003 SU47              | 18 de setembre de 2003 | Palomar              | NEAT                        |
| 189897 - | 2003 SS50              | 18 de setembre de 2003 | Palomar              | NEAT                        |
| 189898 - | 2003 SO54              | 16 de setembre de 2003 | Anderson Mesa        | LONEOS                      |
| 189899 - | 2003 SG55              | 16 de setembre de 2003 | Anderson Mesa        | LONEOS                      |
| 189900 - | 2003 SD63              | 17 de setembre de 2003 | Kitt Peak            | Spacewatch                  |